# Schljakovianthus quadrilobus
Schljakovianthus quadrilobus là một loài rêu trong họ Anastrophyllaceae. Loài này được Lindb. Konstant. & Vilnet mô tả khoa học đầu tiên năm 2009.